# بورو کاترپیلار
بورو کاترپیلار (به انگلیسی: Kemushi no Boro) یک انیمه کوتاه ۲۰۱۸ ژاپنی ساخته هایائو میازاکی است که برای موزه جیبوری ساخته شده‌است. اولین بار در موزه در تاریخ ۲۱ مارس ۲۰۱۸ اکران شد.
این فیلم کوتاه فقط در موزه گیبلی نمایش داده می‌شود.